# Julica
Julica is een geslacht van slakken uit de  familie van de Clausiliidae.

## Soorten
De volgende soorten zijn bij het geslacht ingedeeld:
- Julica schmidtii (L. Pfeiffer, 1841)